# Kriegerdenkmal Reipisch

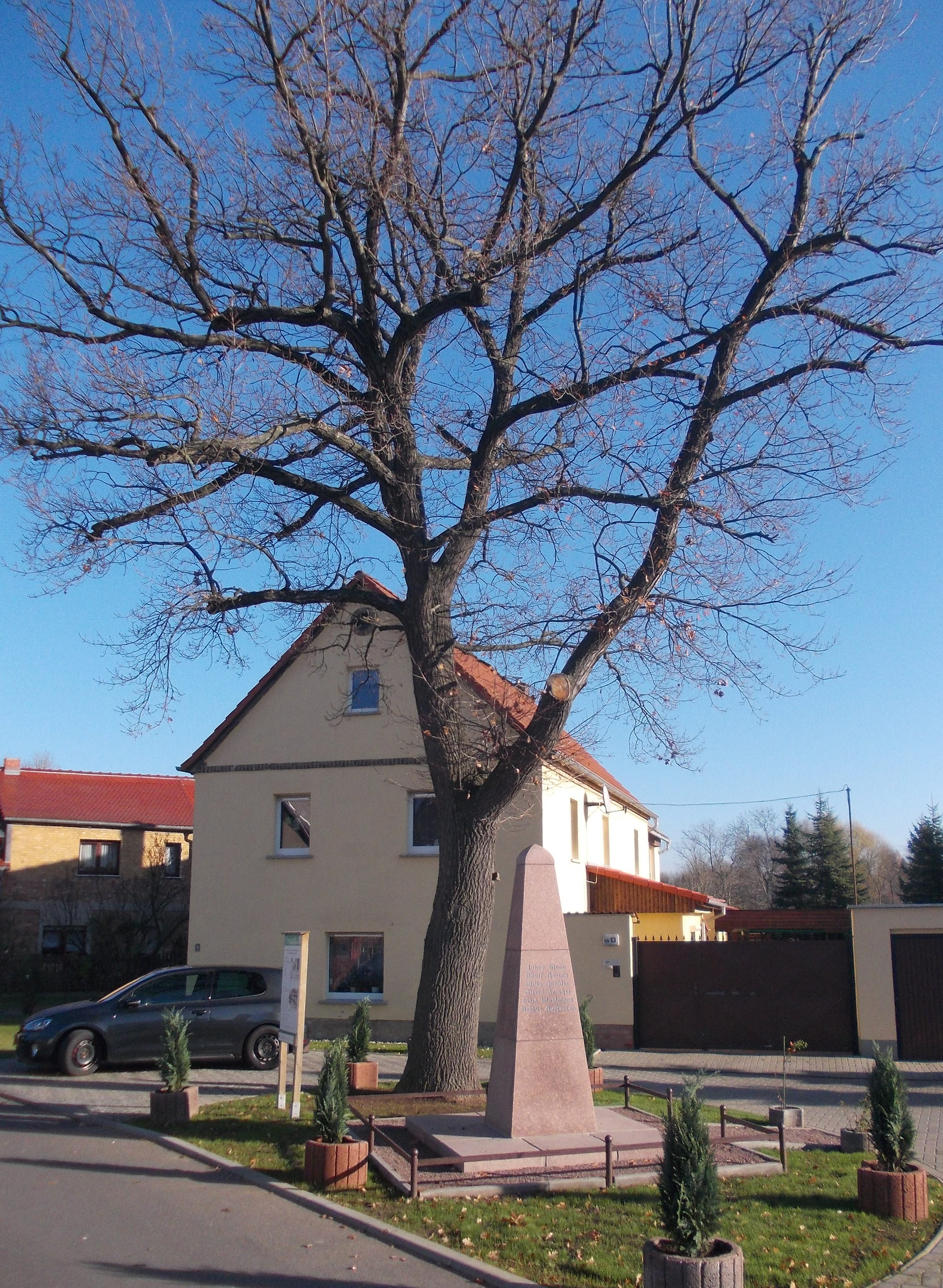
Kriegerdenkmal in Reipisch nach der Restaurierung 2014

Das Kriegerdenkmal Reipisch ist ein denkmalgeschütztes Kriegerdenkmal in der Ortschaft Reipisch des Ortsteils Frankleben der Stadt Braunsbedra in Sachsen-Anhalt. Im örtlichen Denkmalverzeichnis ist das Kriegerdenkmal unter der Erfassungsnummer 094 65802 als Baudenkmal verzeichnet.
Bei diesem Kriegerdenkmal handelt es sich um eine Stele, die zum Gedenken an die sechs gefallenen Soldaten des Ersten Weltkriegs des Ortes errichtet wurde. Es steht seit 1938 auf einer Freifläche des Dorfplatzes; geschaffen hat es der Bildhauer Bielig (Merseburg) aus Porphyrgestein. Wegen des Verfalls hat es der Steinmetz- und Steinbildhauerbetrieb Bartholomäus aus Bad Lauchstädt 2014 restauriert. Neben der Stele befindet sich eine Gedenktafel für die 25 Gefallenen des Zweiten Weltkriegs.